# Étienne Sansonetti
Étienne Sansonetti (Marsiglia, 5 dicembre 1935 – Ajaccio, 31 maggio 2018) è stato un calciatore francese, di ruolo attaccante.

## Carriera
Fu capocannoniere della Division 1 francese nel 1967-1968.

## Palmarès

### Individuale
- Capocannoniere della seconda divisione francese: 1

1966-1967 (23 reti)